# Polystachya kornasiana
Espèce
Polystachya kornasiana Szlach. & Olszewski est une espèce de plantes à fleurs de la famille des Orchidaceae (les orchidées) et du genre Polystachya, présente au Cameroun et en République du Congo. Sur la liste rouge de l'UICN, elle apparaît comme une plante menacée (EN).

## Étymologie
Son épithète spécifique kornasiana constitue un hommage des auteurs à leur compatriote et collègue Jan Kornaś, époux de Anna Medwecka-Kornaś (de).

## Distribution
Des spécimens ont été collectés à en République du Congo à Zanaga, également au sud-ouest du Cameroun, dans le sanctuaire de faune sauvage de Banyang-Mbo.

## Habitat
C'est une plante épiphyte de la forêt submontagnarde, observée à environ 1 200 m d'altitude.